# Laurent Belgický
Princ Laurent Belgický (francouzsky: Laurent Benoît Baudouin Marie, nizozemsky: Laurens Benedikt Boudewijn Maria,19. říjen 1963, Brusel) je druhorozený syn a nejmladší dítě belgického krále Alberta II. a královny Paoly a mladší bratr krále Filipa.
Laurentova angažovanost v oblasti dobrých životních podmínek zvířat a životního prostředí spolu s relativním nedostatkem zájmu o protokol způsobila, že byl některými částmi populárního belgického tisku označován jako écolo-gaffeur (ekologický podvodník). V současné době je na 13. místě v belgické řadě následnictví na trůn. Byl i třetí, ale ústava byla v roce 1991 změněna, aby rozšířila stejné dědické právo na ženy a postavila ho za sestru princeznu Astrid a její potomky. 

## Raný život a vzdělávání
Narodil se v Château de Belvédère poblíž Lakenu v Belgii a byl vzděláván na střední škole Royal Cadet High School a na Královské vojenské akademii.

## Manželství a děti
Princ Laurent a Claire Louise Coombsová se vzali v Bruselu dne 12. dubna 2003. Coombsové byl po jejím sňatku rovněž udělen titul belgické princezny. Pár má tři děti: princeznu Louise (narozená 6. února 2004) a dvojčata prince Nicolase a prince Aymerica (narození 13. prosince 2005). Bratři jsou patnáctým a šestnáctým v linii následnictví na belgický trůn. Rodina žije ve Villa Clementine v Tervurenu.
Princ Laurent je také kmotrem princezny Marie Karolíny Bourbonské-Obojí Sicílie, dcery prince Karla, vévody z Castra, současného uchazeče o bývalý trůn Obojí Sicílie a jeho manželky, princezny Camilly, vévodkyně z Castra.

## Údajný korupční skandál
V prosinci 2006 se jméno prince Laurenta vynořilo z korupčního skandálu, v němž byly prostředky belgického námořnictva utraceny na jeho rezidenci (Villa Clémentine) v Tervurenu. Ačkoli vyšetřující soudci popřeli, že by byl Laurent osobně zapleten, někteří obvinění prince v tisku zmínili.
Dne 5. ledna 2007 vyšlo najevo, že král Albert II. podepsal královský výnos, který umožňoval předvolání Laurenta jako svědka v soudu o korupci, který měl začít 8. ledna. Jeden z obžalovaných to okamžitě použil k předvolání prince. Během večera 8. ledna byl princ Laurent vyslýchán federální policií, následující den před soudem vypověděl, že nemá důvod věřit, že financování jeho renovací by mohlo být nezákonné.
V březnu 2011 princ navštívil bývalou belgickou kolonii Kongo bez obdržení požadovaného povolení; uváděným účelem návštěvy bylo podpořit povědomí o odlesňování. V důsledku toho dne 9. dubna přijal podmínky stanovené belgickým předsedou vlády Yvesem Letermem týkající se jeho budoucích aktivit.

## Zdraví
V březnu 2014 byl princ Laurent hospitalizován se zápalem plic a depresí. Dne 25. března byl dobrovolně umístěn do lékařem vyvolaného kómatu. Probuzen byl 27. března. Dne 4. dubna uvedla královna Paola v dopise, že Laurentův stav se zlepšuje, a že má pocit, že je „nejzranitelnějším“ z jejích tří dětí.

## Tituly a oslovení
- Jeho královská Výsost princ Laurent Belgický (1963 - dosud)

Princ Laurent není držitelem osobního titulu, protože mladší princové v minulosti je byli dříve zvyklí dostávat (tituly jako hrabě z Flander nebo princ z Lutychu).

## Vyznamenání
- velkokříž Záslužného řádu Spolkové republiky Německo, Německo, 13. července 1998
- velkokříž Řádu Adolfa Nasavského, Lucembursko, 15. března 1999
- velkokříž Řádu za občanské zásluhy, Španělsko, 12. května 2000[6]
- komtur velkokříže Řádu polární hvězdy, Švédsko, 7. května 2001
- velkokříž Norského královského řádu za zásluhy, Norsko, 20. května 2003[7]
- velkokříž Řádu prince Jindřicha, Portugalsko, 8. března 2006[8]
- velkokříž Řádu koruny, Nizozemsko, 20. června 2006
- velkokříž Záslužného řádu Maďarské republiky, Maďarsko, 18. dubna 2008
- velkokříž Řádu Leopolda, Belgie
- rytíř velkokříže spravedlnosti Konstantinova řádu svatého Jiří, Bourbon-Obojí Sicílie[9]